# Pavel Dobeš (politik)
Pavel Dobeš (* 19. ledna 1982 Praha) je český politik, od července 2011 do prosince 2012 ministr dopravy v Nečasově vládě původně nominovaný za stranu Věci veřejné a do dubna 2012 člen této strany. Následně se stal jedním ze zakládajících členů nového subjektu LIDEM, který v prosinci 2012 pro neshody s jeho předsedkyní opustil. Od roku 2018 je zastupitelem a od roku 2021 místostarostou městské části Praha 3 za hnutí STAN.

## Životopis
Je absolventem gymnázia Voděradská a na Fakultě sociálních věd Univerzity Karlovy v Praze vystudoval obor Evropská studia, který zakončil v roce 2007 diplomovou prací na téma "Efektivita využití strukturálních fondů EU v ČR na příkladu Jednotného programového dokumentu pro Cíl 3". V letech 2007–2010 pracoval Mgr. Dobeš jako zástupce ředitele v Pražském domě v Bruselu. Působí také jako člen dozorčí rady společnosti Český Aeroholding.
29. listopadu 2012 přijal prezident republiky prostřednictvím premiéra demisi ministra k 3. prosinci téhož roku, když jeho další působení ve vládě nepodpořila mateřská strana. V souvislosti s opuštěním vlády sdělil, že uvažuje také o odchodu z politického uskupení LIDEM. 18. prosince oznámil, že se stranu opravdu rozhodl opustit kvůli rozporům s její předsedkyní Karolínou Peake ohledně politického směřování strany.
V komunálních volbách v roce 2018 kandidoval jako nestraník za hnutí STAN na kandidátce subjektu "TOP 09 a Starostové (STAN) ve spolupráci s KDU-ČSL, LES a Demokraty Jana Kasla -"Spojené síly pro Prahu"" do Zastupitelstva hlavního města Prahy, ale neuspěl. Nicméně byl zvolen zastupitelem městské části Praha 3, když kandidoval jako nestraník za hnutí STAN na kandidátce subjektu "TOP 09 a Starostové (STAN) s podporou Žižkov (nejen) sobě". V listopadu 2018 se pak stal neuvolněným radním městské části, v kompetenci měl finance (rozpočet, pohledávky). V roce 2020 na funkci radního rezignoval. Avšak v červnu 2021 se stal místostarostou městské části pro finance a územní rozvoj, když na tuto funkci rezignoval jeho stranický kolega Tomáš Mikeska.
V komunálních volbách v roce 2022 kandidoval jako člen hnutí STAN do Zastupitelstva hlavního města Prahy, ale opět neuspěl. Nicméně obhájil post zastupitele městské části Praha 3, když jako člen hnutí STAN kandidoval za subjekt „TOP 09 + Starostové a nezávislí s podporou Žižkov (nejen) sobě“. Znovu byl zvolen i místostarostou městské části, zodpovídá za oblasti: územní rozvoj, sport a tělovýchova a podpora podnikání.

## Rodina
Jeho bratr Jan Dobeš byl v letech 2012 až 2014 náměstkem ministra práce a sociálních věcí ČR.